# Marsha Hudey
Marsha Louise Hudey (* 3. August 1990 in Regina) ist eine ehemalige kanadische Eisschnellläuferin.

## Werdegang
Hudey nahm in der Saison 2013/14 in Calgary erstmals am Eisschnelllauf-Weltcup teil, wobei sie zweimal den 19. Platz über 500 m errang. Sie belegte bei den Olympischen Winterspielen 2014 in Sotschi den 32. Platz über 500 m. Im folgenden Jahr kam sie bei der Sprintweltmeisterschaft 2015 in Astana auf den 20. Platz und bei den Einzelstreckenweltmeisterschaften 2015 in Heerenveen auf den 17. Rang über 500 m. In der Saison 2015/16 erreichte sie mit dem dritten Platz im Teamsprint in Calgary ihre erste Podestplatzierung im Weltcup und bei den Einzelstreckenweltmeisterschaften 2016 in Kolomna den 16. Platz über 500 m. In der folgenden Saison kam sie über 500 m achtmal unter die ersten Zehn, darunter viermal auf den vierten Platz und zum Saisonende auf den vierten Platz in der Weltcupwertung über 500 m. Beim Saisonhöhepunkt, den Einzelstreckenweltmeisterschaften 2017 in Gangneung, wurde sie Sechste über diese Distanz. In der Saison 2017/18 lief sie in Stavanger auf den zweiten Platz über 500 m sowie auf den dritten Rang im Teamsprint letztmals im Weltcup aufs Podest und errang zum Saisonende den zehnten Platz in der Weltcupwertung über 500 m. Zudem wurde sie kanadische Meisterin und bei den Olympischen Winterspielen 2018 in Pyeongchang Zehnte über diese Distanz. Auch in der Saison 2018/19 siegte sie erneut bei den kanadischen Meisterschaften über 500 m und lief bei den Einzelstreckenweltmeisterschaften 2019 in Inzell auf den 20. Platz über 500 m. Diese Platzierung wiederholte sie im folgenden Jahr bei den Einzelstreckenweltmeisterschaften in Salt Lake City. In der Saison 2021/22 wurde sie erneut kanadische Meisterin über 500 m und absolvierte in Calgary ihren letzten Weltcup, wobei sie aber disqualifiziert wurde. Beim Saisonhöhepunkt, den Olympischen Winterspielen 2022 in Peking, errang sie den 21. Platz über 500 m.

## Erfolge

### Olympische Spiele
- 2014 Sotschi: 32. Platz 500 m
- 2018 Pyeongchang: 10. Platz 500 m
- 2022 Peking: 21. Platz 500 m

### Einzelstrecken-Weltmeisterschaften
- 2015 Heerenveen: 17. Platz 500 m
- 2016 Kolomna: 16. Platz 500 m
- 2017 Gangneung: 6. Platz 500 m
- 2019 Inzell: 20. Platz 500 m
- 2020 Salt Lake City: 20. Platz 500 m

### Sprint-Weltmeisterschaften
- 2015 Astana: 20. Platz Sprint-Mehrkampf

## Persönliche Bestzeiten
| Disziplin | Zeit        | Datum              | Ort            |
| --------- | ----------- | ------------------ | -------------- |
| 500 m     | 37,30 s     | 20. Oktober 2017   | Calgary        |
| 1000 m    | 1:15,64 min | 10. Dezember 2017  | Salt Lake City |
| 1500 m    | 2:02,34 min | 10. September 2016 | Calgary        |
| 3000 m    | 4:36,12 min | 22. November 2008  | Calgary        |